# Tsutomu Kouno
 (janvier 2015).
Si vous disposez d'ouvrages ou d'articles de référence ou si vous connaissez des sites web de qualité traitant du thème abordé ici, merci de compléter l'article en donnant les références utiles à sa vérifiabilité et en les liant à la section « Notes et références ».
Tsutomu Kouno (河野 力, Kōno Tsutomu), né le 22 avril 1972) est un concepteur de jeu vidéo japonais travaillant au SCE Japan Studio. Il est surtout connu pour être le game designer de LocoRoco, un jeu vectoriel en 2D sorti sur PlayStation Portable et qui fut remarqué pour l'originalité de son concept. 
Tsutomo Kouno a également été l'assistant de Fumito Ueda pendant le développement du jeu Ico.

## Travaux
- 1999 :  The Legend of Dragoon - Assistant Field Director, Field Planner
- 2001 :  Ico - Planner, Background Artist
- 2004 :  Ape Escape Academy - Ape Academy Comitee
- 2006 :  LocoRoco - concepteur du jeu, concepteur de personnages (2e), Animateur des personnages (2e)
- 2007 :  LocoRoco Cocoreccho![1]
- 2008 : LocoRoco 2[2]
- 2017 : LocoRoco Remastered (PS4), directeur